# پابلو اچاری
پابلو اِچاری (اسپانیایی: Pablo Echarri‎؛ زادهٔ ۲۱ سپتامبر ۱۹۶۹) بازیگر اهل آرژانتین است.
از فیلم‌ها یا برنامه‌های تلویزیونی که وی در آن نقش داشته‌است، می‌توان به پول سوخته و روش اشاره کرد.